# Suomulahti
Suomulahti är en vik i Finland. Den är en del av sjön Kemi träsk och ligger i Kemijärvi stad i landskapet Lappland, i den norra delen av landet, 700 km norr om huvudstaden Helsingfors.